# 2 Gwardyjska Armia

Gen. por. Rodion Malinowski, jeden z dowódców 2 Gwardyjskiej Armii

2 Gwardyjska Armia (ros. 2-я гвардейская армия) – związek operacyjny Armii Czerwonej z okresu II wojny światowej.
W późniejszym okresie weszła w skład 3 Frontu Białoruskiego.
Dowódcą 2 Gwardyjskiej Armii był gen. por. Porfirij Czanczybadze.
Brała udział m.in. w uderzeniu nad Miusem w lipcu 1943.

## Dowództwo armii
Dowódcy:
- gen. mjr Jakow Krejzer (23.10.1942 - 29.11.1942),
- gen. por. Rodion Malinowski (29.11.1942 - 02.02.1943),
- gen. por. Gieorgij Zacharow (31.07.1943 - 04.06.1944),
- gen. por. Porfirij Czanczibadze (04.06.1944 - 09.05.1945).

Szefowie sztabu:
- płk Michaił Greczow (23.10.1942 - 08.12.1942)
- gen. mjr Siergiej Biriuzow (03.12.1942 - 09.04.1943),
- gen. mjr Władimir Razuwajew (07.04.1943 - 03.08.1943),
- gen. mjr Paweł Lewin (08.08.1943 - 09.05.1945)[1].

## Skład
- 11 Gwardyjski Korpus Armijny — gen. por. B. Aruszanjan
- 13 Gwardyjski Korpus Armijny — gen. por. A. Lopatin
- 60 Gwardyjski Korpus Armijny — gen. mjr A. Ljuchtikow